# The Singles
För albumet av Goldfrapp, se The Singles (Goldfrapp).
The Singles, släppt som International Singles utanför USA, är en samlingsbox av rapparen Eminem. Albumet släpptes 2003.

## Låtlista
CD 1
1. "My Name Is" (Slim Shady Radio Edit) 5.16
2. "My Name Is" (Explicit Version) 4.37
3. "My Name Is" (Instrumental) 4.37

CD 2
1. "Guilty Conscience" (Radio Version With Gunshots) 7.25
2. "Guilty Conscience" (Album Version) 4.23
3. "Guilty Conscience" (A Cappella) 4.10
4. "My Name Is" (Promotional Video) 5.16

CD 3
1. "The Real Slim Shady" 5.08
2. "Bad Influence" 3.03
3. "The Real Slim Shady" (Instrumental) 5.08
4. "My Fault" (Pizza Mix) 3.36

CD 4
1. "The Way I Am" (Unedited Version) 5.35
2. "The Kids" (Unedited Version) 5.52
3. "97' Bonnie & Clyde" 4.26
4. "Steve Berman" (Skit) 1.28
5. "The Way I Am" (DVD) 4.46

CD 5
1. "Without Me" 4.16
2. "The Way I Am" (Danny Lohner Remix) 6.47
3. "Without Me" (A Cappella) 3.54
4. "Without Me" (Instrumental) 4.16

CD 6
1. "Sing for the Moment" 4.23
2. "Rabbit Run" 3.52
3. "Sing for the Moment" (Instrumental) 4.23
4. "Sing for the Moment" (Multimedia Track) 4.23

CD 7
1. "Cleanin' Out My Closet" 3.54
2. "Stimulate" 3.34
3. "Cleanin' Out My Closet" (Instrumental) 3.54
4. "Cleanin' Out My Closet" (Multimedia Track) 3.54

CD 8
1. "Stan" (Radio Edit) 5.37
2. "Guilty Conscience" (Radio Version with Gunshots) 7.25
3. "Hazardous Youth" (A Cappella) 3.23
4. "Get You Mad" 3.10

CD 9
1. "Lose Yourself" 4.26
2. "Lose Yourself" (Instrumental) 4.26
3. "Renegade" 4.34
4. "Lose Yourself" (Multimedia Track) 4.26
5. 8 Mile Movie Trailer (Video) 2.27

CD 10
1. "Business" 5.16
2. "Bump Heads" feat. G-Unit 4.36
3. "Business" (A Cappella) 4.38
4. "Business" [Live] (Video) 5.43

CD 11
- "Wanksta" (Eminems version) 3.48